# Bataille d'Ambour
Deuxième guerre carnatique
Batailles
- Ambour
- Tanjore
- Trichinopoly
- Arcate
- Arni
- Srirangam
- Roc-d'Or

La bataille d'Ambour se déroula le 3 août 1749 à Ambour (en), en Inde, et opposa une armée franco-indienne sous le commandement combiné de Muzaffar Jang, Chanda Sahib (en) et Louis-Hubert de Combault d'Auteuil aux troupes indiennes du nabab d'Arcate Anaverdi Khan. L'affrontement se solda par une victoire décisive des forces franco-indiennes. 
À la fin des années 1740, le gouverneur français de Pondichéry, Joseph François Dupleix, s'allia à deux princes indiens, Muzaffar Jang et Chanda Sahib, qui cherchaient à renverser le nizam d'Hyderabad Nasir Jang et le nabab d'Arcate Anaverdi Khan, considérés comme des usurpateurs. Une armée franco-indienne se constitua et se porta à la rencontre d'Anaverdi qui avait quitté Arcate pour s'établir avec ses troupes à Ambour, à environ 50 km au sud-ouest de sa capitale. Les soldats français supportèrent presque tout le poids du combat et parvinrent à mettre en déroute leurs adversaires au prix de pertes relativement faibles. Anaverdi fut tué au cours de la bataille. Après cette victoire retentissante, qui fut le premier engagement d'importance de la seconde guerre carnatique, Chanda Sahib fut proclamé nabab du Carnate et Muzaffar Jang devint le nouveau nizam du Deccan. 